# Ezra Heywood
Pour les articles homonymes, voir Heywood.
Ezra Heywood (29 septembre 1829 - 22 mai 1893) est un anarchiste individualiste américain, partisan de l'amour libre, du féminisme et de l'abolition de l'esclavage.

## Biographie
Avec son épouse, Angela Tilton, il professait un individualisme anarchiste centré sur le droit de l'individu à décider de ses relations sexuelles et maritales, à avoir accès au contrôle des naissances et à l'éducation sexuelle. 
Les époux Heywood furent arrêtés à de nombreuses reprises, à la suite de l'adoption du Comstock Act en 1873. Le Comstock Act interdisait toute propagande sur le contrôle des naissances, littérature que cette loi considérait comme « obscène  ».
Ezra Heywood fut condamné à deux reprises à deux ans de travaux forcés. La première fois, en 1878, le 20 décembre, il fut gracié par le Président des États-Unis, la seconde il effectua la presque totalité de sa peine. 
Les Heywood venaient tous deux de la Nouvelle-Angleterre et, durant toute leur vie, ils défendirent l'idée que la liberté individuelle devait être élargie et défendue contre la force coercitive de l'État et des lois qui soumettaient les femmes, les esclaves africains et les Indiens.

## Ligue de la Nouvelle-Angleterre pour l'amour libre
En 1872, il fonde le magazine The Word (1872-1890 et 1892-1893).
En 1873, il crée la New England Free Love League (Ligue de la Nouvelle-Angleterre pour l'amour libre), afin de préparer une tournée de conférences de Victoria Woodhull. Il crée aussi un « Bureau de l'amour libre » (Free love bureau) destiné à faciliter les rencontres par correspondance à l'intention des personnes en recherche d'un conjoint. Ces actions, ainsi que la promotion qu'il fait avec son épouse des méthodes de planification des naissances, et les discussions qu'il tient sur les aspects médicaux, psychologiques et moraux de la vie sexuelle lui valent de nombreux ennuis judiciaires, dont une condamnation de deux ans aux travaux forcés en 1878. Cette condamnation en vertu des lois du Comstock Act suscite une manifestation de protestation de (6 000 personnes et une pétition signée par (70 000 personnes demande l'abrogation de la loi, permettant de poursuivre pour obscénité les publications les plus diverses.

## Notices
- Centre International de Recherches sur l'Anarchisme (Lausanne) : notice bibliographique.